# Čeněk Kvíčala
Čeněk Kvíčala (12. dubna 1890 Praha – 19. února 1956 tamtéž) byl český akademický malíř.

## Život
Narodil se v Praze v rodině malíře pokojů Čeňka Kvíčaly. Po absolvování základního vzdělání nastoupil do učení ke svému otci a vyučil se malířem pokojů a dekorací. Pro svůj nesporný malířský talent navštěvoval večerní kursy malování na UMPRUM v Praze. V letech 1908-1909 pokračoval ve zdokonalování v denní škole malíře K. Reisnera. Od roku 1909 studoval na pražské malířské akademii, zprvu rok u B. Roubalíka a následující tři roky u prof. V. Bukovce. Dále pokračoval ve studiu v grafické speciálce prof. Maxe Švabinského. Zde studoval dva roky, ale jeho studium přerušila vypuknuvší první světová válka. Po válce pokračoval ve studiu na grafické speciálce ještě jeden rok. Během studia vykonal v roce 1912 studijní cesty do Černé Hory a Dalmácie. V roce 1919 pobýval na Slovensku a v letech 1920-1922 navštívil Německo a Dánsko. V roce 1923 se vydal do Itálie a roku 1927 navštívil také Paříž.
Své první práce vytvořil v roce 1922 v Kutné Hoře, jednalo se o figurální výzdoby vinárny a nového biografu.
Tvořil krajiny, zátiší, a podobizny, kterých vytvořil nespočet. Vytvořil portréty významných osobností jako např.: Vítězslava Nováka, J. B. Foerstera, Josefa Suka, senátora Klofáče, Ing. E. Molzera, Jana Herbena, herce Zdeňka Štěpánka, Soňu Štěpánkovou a malíře Otakara Nejedlého. Ztvárnil rovněž některá významná hudební uskupení, např. „České kvarteto“, „Ševčíkovo kvarteto“ a „Ondříčkovo kvarteto“. Vytvořil i řadu portrétních litografií, např. Prof. Šambergera, Otakara Ostrčila, V. V. Čelanského, Emila Pollerta, JUDr. Mirko Rašína a mnoho dalších. Restauroval nástěnné malby (např. ve starém Černém pivovaře v Praze II.) a působil jako divadelní výtvarník (např. Novákova Lucerna v ND 1922, 1930). V roce 1936 při příležitosti otevření Sukova musea v Křečovicích vystavil 117 obrazů, kreseb a litografií. Malíř se rovněž zúčastnil několika výtvarných soutěží, mj. na plakát výstavy Soudobé kultury v Brně, za nějž získal 1. cenu a na plakát „Milenium sv. Václava“, za níž byl oceněn čestným uznáním. Čeněk Kvíčala zemřel v Praze v roce 1956 a byl pohřben na Olšanských hřbitovech.

## Autorské výstavy
- 1926 Výstava prací Čeňka Kvíčaly z let 1920-1926, Topičův salon, Praha
- 1930 Čeněk Kvíčala: Výstava prací z let 1927 – 1930, Topičův salon, Praha
- 1949 Čeněk Kvíčala: Výstava obrazů, Šímova síň, Benešov
- 1950 Čeněk Kvíčala: Obrazy, Galerie Práce, Praha
- 1958 Čeněk Kvíčala: Výbor z díla, Galerie Nová síň, Praha